# Canis armbrusteri
Canis armbrusteri — це вимерлий вид, який був ендемічним для Північної Америки і жив під час Ірвінгтонського періоду епохи плейстоцену, який охоплював 1.9 млн років тому — 250 000 років до нашої ери. Він примітний тим, що його вважають предком одного з найвідоміших доісторичних м’ясоїдних тварин у Північній Америці, страшного вовка, який замінив його.